# OSO 3
Az OSO 3 amerikai napkutató műhold, melyet az Orbiting Solar Observatory sorozat harmadik tagjaként indítottak 1967-ben.

## Küldetés
A program célja Napkutatás. A Nap elektromágneses sugárzásának vizsgálata az ultraibolya és a röntgentartományban, valamint az égbolt, a geokorona és az állatövi fény tanulmányozása.

## Jellemzői
Tervezte a NASA, építette Ball Brothers Research Corporation (BBRC).
Megnevezések: OSO 3 (Orbiting Solar Observatory); OSO E1; COSPAR: 1967-020A. Kódszáma: 2703.
1967. március 8-án Floridából, a Légierő (USAF) Cape Canaveral rakétaindító bázisáról, az LC–17A (LC–Launch Complex) jelű indítóállványról, egy Thor–Delta (431/D46) hordozórakétával állították alacsony Föld körüli pályára. Az orbitális pályája 95,53 perces, {32,87 fokos hajlásszögű, elliptikus pálya perigeuma 534 kilométer, az apogeuma 564 km volt.
Tömege 281 kg. A mérési adatokat mágnesszalagra rögzítette, illetve közvetlenül a földi állomásokra továbbította. 1969. november 10-én befejezte aktív szolgálatát.
1982. április 4-én 5505 nap (15.07 év) után belépett a légkörbe és megsemmisült.